# Служба державної безпеки
Служба державної безпеки (серб. Служба државне безбедности), або Департамент державної безпеки (серб. Ресор државне безбедности), скорочено Державна безпека (серб. Државна безбедност) — орган безпеки у структурі Міністерства внутрішніх справ Сербії, метою діяльності якого був захист держави від внутрішніх загроз. 

## Історія
Утворена в березні 1991 року після розпуску Управління державної безпеки (УДБА) комуністичної Югославії. Розформована в липні 2002 року, а 1 серпня того ж року замінена Агентством безпеки і розвідки.

## Сили спеціального призначення
Судячи зі звинувачень у серії судових процесів Гаазького трибуналу, Служба державної безпеки таємно заснувала Югославські спецпідрозділи (серб. Југословенске специјалне јединице), також відомі як «Югославські напіввійськові формування». До складу цих формувань входили і «Сербська добровольча гвардія» («Тигри Аркана»), і Підрозділ спеціальних операцій («Червоні берети»), і загін «Скорпіони».
«Югославські спецпідрозділи» офіційно влилися до лав Служби державної безпеки не раніше, ніж 1996 року. 

## Директори
Джерело: 
Статус
| № з/п | Портрет | Повне ім'я (Рік народження)   | Вступ на посаду   | Відхід із посади  |
| ----- | ------- | ----------------------------- | ----------------- | ----------------- |
| 1     |         | Зоран Яначкович (1939—2015)   | 31 жовтня 1990    | 30 грудня 1991    |
| 2     |         | Йовиця Станишич (1950 р. н.)  | 1 січня 1992      | 26 жовтня 1998    |
| 3     |         | Радомир Маркович (1946 р. н.) | 27 жовтня 1998    | 25 січня 2001     |
| 4     |         | Петар Петрович (1951 р. н.)   | 25 січня 2001     | 15 листопада 2001 |
| –     |         | Андрея Савич (1947 р. н.)     | 15 листопада 2001 | 1 серпня 2002     |